# Ходячие мертвецы: Дэрил Диксон
Ходячие мертвецы: Дэрил Диксон (англ. The Walking Dead: Daryl Dixon) — американский постапокалиптический телесериал, созданный Анджелой Канг и Скоттом М. Гимплом по мотивам одноимённого персонажа «Ходячих мертвецов». Пятый спин-офф и, в целом, шестой сериал франшизы «Ходячие мертвецы», разделяющей преемственность с другими телесериалами. Дэвид Зейбел выступает в качестве шоураннера сериала. По словам президента AMC Дэна Макдермотта, этот спин-офф будет «следить за Дэрилом, после того, как просыпается, он обнаруживает себя где-то на европейском континенте и пытается собрать воедино то, что произошло. Как он сюда попал? Как он собирается добраться домой?».
Норман Ридус повторит свою роль Дэрила Диксона из оригинального телесериала вместе с Клеменс Поэзи и Адамом Нагайтисом. Разработка сериала началась в сентябре 2020 года. Первоначально в сериале должна была сниматься Мелисса Макбрайд  в роли Кэрол Пелетье тоже из оригинального телесериала, но она была снята с главной роли по техническим причинам, поэтому акцент был перенесён на Дэрила. Тем не менее Кэрол появляется в заключительной сцене первого сезона. Название сериала было объвлено в октябре 2022 года, а дополнительный кастинг состоится в ноябре. Съёмки начались в Париже, Франция, в октябре.
Премьера первого сезона сериала состоялась 10 сентября 2023 года и состоит из шести эпизодов. Сериал продлён на второй сезон. Во втором сезоне спин-оффа про Дэрила появится Кэрол в исполнении Мелиссы Макбрайд. Второй сезон сериала будет иметь название «Ходячие мертвецы: Дэрил Диксон – Книга Кэрол» (англ. The Walking Dead: Daryl Dixon – The Book of Carol). Сериал был продлён на третий сезон.

## Синопсис
Дэрила Диксона выбрасывает на берег в Южной Франции, и он пытается выяснить, как туда попал и почему. В надежде вернуться домой, он предпринимает путешествие по разбитой и опустошенной, но жизнестойкой Франции (которая является источником происхождения вируса зомби).
Однако по мере того, как он отправляется в своё следующее путешествие, где он надеется найти выход из положения и дорогу назад в Америку, он оказывается связан всё большим количеством обязательств, которые усложняют его окончательный план.

## В ролях

### Главные роли
- Норман Ридус — Дэрил Диксон: опытный охотник и бывший вербовщик из Александрии, который пережил вспышку вместе с группой Рика Граймса, а позже стал недолговечным солдатом Армии Содружества. В какой-то момент после финального эпизода «Ходячих мертвецов» Дэрил просыпается, обнаруживает себя во Франции и пытается собрать воедино то, что произошло[1].
- Клеменс Поэзи — Изабель Карьер (сезон 1–2): член прогрессивной религиозной группы, которая присоединяется к Дэрилу во Франции, где у Изабель тёмное прошлое в Париже[4].
- Луис Пуэч Скильуцци — Лоран Карьер.
- Лайка Блан-Франкар — Сильви (сезон 1–2).
- Анн Шарье — Марион Жене (сезон 1–2).
- Ромен Леви — Стефан Кодрон.
- Адам Нагайтис — Куинн (сезон 1): владелец подпольного ночного клуба в Париже по прозвищу Полусвет, который стал влиятельной фигурой после зомби-апокалипсиса[4].
- Мелисса Макбрайд — Кэрол Пелетье (сезон 2–3; гостевая роль - сезон 1).
- Джоэль Де Ла Фуэнте — Лозанг (сезон 2; гостевая роль - сезон 1).

### Второстепенные роли
- Франсуа Делев — доктор Лафлер (сезон 1–2).
- Эрик Эбуане — Фаллу Букар (сезон 1–2).
- Тристан Занки — Эмиль Тибо (сезон 1–2).
- Лукерья Ильяшенко — Анна Валери (сезон 1–2).
- Маниш Дайал — Эш Патель (сезон 2).
- Насима Беншику — Джасинта (сезон 2).

### Гостевые роли
- Катрин Ардити — сестра Вероник (сезон 1).
- Фаустин Козиль — Лилли Карьер (сезон 1).
- Ким Хигелен — Лу (сезон 1).
- Доминик Пинон — Энтони (сезон 1).
- Палома — Коко (сезон 1–2).

## Список эпизодов

### Сезон 1 (2023)
| № общий | № в сезоне | Название                                                 | Режиссёр        | Автор сценария                | Дата премьеры    |
| --- | ---------- | -------------------------------------------------------- | --------------- | ----------------------------- | ---------------- |
| 1 | 1          | «Заблудшая душа» «L'âme Perdue»                          | Дэниэл Персивал | Дэвид Забель                  | 10 сентября 2023 |
| Дэрила Диксон на спасательном буе прибывает к безымянному побережью Франции. На пустующей лодке неподалеку он находит диктофон, на котором оставляет запись о себе. Он сталкивается с новым видом ходячих, чьи атаки дополнительно поражают ожогами. Дэрил встречает местных жителей Марибель и ее дедушку Гийома. Во время их дружеского обмена припасами они подвергаются грабежу от солдат. Защищаясь, Дэрил убивает нападающих, а их лидера убивает Марибель. Тем не менее, Марибель пытается убить и Дэрила, но его спасает вмешательство Изабель. Она тайно наблюдала за ним и теперь доставляет раненого Дэрила в стены своего монастыря. Там Дэрил знакомится с мальчиком по имени Лоран, который с рождения воспитывается здесь. Изабель уверена, что из-за особенностей своего рождения Лоран является лекарством, и просит Дэрила доставить мальчика в место, называемое "Гнездом" через перевалочные пункты общего "Союза надежды". Взамен она обещает поспособствовать возвращению Дэрила домой. Марибель и Гийом попадаются солдату Кодрону, который разыскивает пропавший патруль. Спасая свою жизнь, Марибель лжет о том, что всех убил "американец", в том числе младшего брата Кодрона. Дэрил отказывается помочь монахиням в невыполнимом путешествии через всю страну, однако вынужден вмешаться, так как солдаты приходят в монастырь в его поисках. Кодрону удается сбежать, а Дэрил соглашается помочь монахиням. В это время на неизвестном исследовательском судне мадам Жене осматривает последствия бунта, учиненного Дэрилом Диксоном |            |                                                          |                 |                               |                  |
| 2 | 2          | «Жаворонок» «Alouette»                                   | Дэниэл Персивал | Дэвид Забель и Джейсон Ричман | 17 сентября 2023 |
| Дэрил, Изабель, Лоран и еще одна монахиня Сильви направляются в путь на повозке. Их ослик привлекает ходячих и Дэрил вынужден отпустить его ради отвлечения. Вскоре их берут в плен выжившие подростки, устроившие базу в помещении детского сада. Учительница, которая заботилась о них, при смерти, поэтому им нужны лекарства. Их можно раздобыть в замке, который самовольно захвачен еще одним американцем, у которого так же есть лошади. С помощью подростков Дэрил проникает в замок и берет американца в плен. Так как ранее Дэрил солгал, что лекарства смогут помочь их учительнице, детям дальше придется самим заботиться о себе. Лоран расстроен необходимостью ехать дальше, но Дэрилу удается поддержать его. Во флэшбеках демонстрируется начало эпидемии в Париже. Изабель, ее парень Куинн и сестра Лили вместе покидают небезопасный город. Лили оказывается беременна и Куинн предлагает бросить ее. Однако Изабель выбирает сестру и оставляет Куинна на заправке. Вскоре Лили оказывается укушена и Изабель ничего не остается, как доставить ее в единственное безопасное место неподалеку - тот самый монастырь. У Лили начинаются преждевременные роды. Она обращается в зомби и младенца приходится вырезать из ее тела. Изабель, держа новорожденного на руках, называет его Лораном. Кодрон возвращается в монастырь. Он обыскивает его и находит диктофон, узнав имя того самого "американца" - Дэрил Диксон. |            |                                                          |                 |                               |                  |
| 3 | 3          | «Париж всегда будет Парижем» «Paris Sera Toujours Paris» | Тим Соутэм      | Колин Эберт                   | 24 сентября 2023 |
| Группа прибывает в Анжу, перевалочный пункт их путешествия. Однако их связной из-за долгого одиночества сошел с ума, из-за чего они меняют курс и едут в Париж. Там они встречаются с Фалу, лидером местной общины на крыше небоскреба, и по совместительству связным по пути к "Гнезду". Необходимую Дэрилу информацию о возвращении в Америку можно купить в баре "Полусвет", которым заведует выживший Куинн. Лоран заводит дружбу с певицей Анной. Оказывается, что Куинн - отец Лорана, о чем Изабель не знала. Условие Куинна - чтоб Изабель осталась с ним, на что Дэрил не соглашается. Лоран злится, так как никто не воспринимает его всерьез, и сбегает. В это время на общину нападает Кодрон, поступивший на службу к мадам Жене ради мести Дэрилу. Дэрилу и Изабель, разделившись, с трудом удается уйти. |            |                                                          |                 |                               |                  |
| 4 | 4          | «Железная леди» «La Dame de Fer»                         | Тим Соутэм      | Шэннон Госс                   | 1 октября 2023   |
| Дэрил и Изабель встречаются в ее старой квартире и идут на поиски Лорана к Эйфелевой башне. Они спасают его от группы ходячих, но в последний момент его похищают люди Куинна. Захватив одного из них в плен, они узнают о тайном пути в "Полусвет" через катакомбы. Куинн намерен быть для мальчика хорошим отцом, что не очень нравится Анне, которая ревнует Куинна к Изабель. Сильви, не знавшая иной жизни кроме монастыря, влюбляется в Эмиля, помощника Фалу, и решает остаться в Париже. Мадам Жене посещает "Полусвет". Куинн готов сдать ей Дэрила взамен на любимую картину Изабель, но в то же время скрывает, что Лоран у него. Дэрил приходит за Лораном, которого защищает Анна. Анна, которая была готова пожертвовать Дэрилом ради награды, позволяет им обоим уйти. Солдаты мадам Жене перекрывают город. Чтоб помочь Лорану выбраться из Парижа, Изабель решает пойти на сделку с Куинном. Дэрил и Лоран уплывают. Изабель приходит в "Полусвет". |            |                                                          |                 |                               |                  |
| 5 | 5          | «Две любви» «Deux Amours»                                | Дэниэл Персивал | Дэвид Забель и Джейсон Ричман | 8 октября 2023   |
| Флэшбек истории Дэрила. Неизвестное время спустя после начала его одиночного путешествия он ради топлива присоединяется к группе выживших, которые отлавливают зомби для неизвестных целей. Столкнувшись с убийством внутри группы, Дэрил нарушает главное правило общества - не начинать драк. Обоих участников драки забирают на корабль, на котором доктор проводит опыты над ходячими. Дэрилу удается выбраться и устроить беспорядки, что в конечном итоге приводит к тому, что корабль частично разрушен, а Дэрила выбрасывает у берегов Франции. В настоящем времени Дэрил и Лоран продолжают путешествие по реке. Лоран спрашивает Дэрила о его близких, о которых он мог бы молиться, и Дэрил называет имена: Джудит, Эр-Джей, Конни, Иезекииль и Кэрол. Их сопровождающий погибает, успев передать Дэрилу часы с гравировкой некоего замка, являющегося конечной точкой их пути. Утром они продолжают путь, но идущие по их следу солдаты захватывают их в плен. В это время Изабель живет в роскошных условиях, которые для нее создает Куинн. Вскоре Куинн и Изабель приглашены в резиденцию мадам Жене под названием "Материнский дом". Оказывается, что мадам Жене знает обо всем из-за предательства оскорбленной Анны. Мадам Жене бросает Куинна в клетку, где уже находится Дэрил. Она намерена использовать Лорана для усиления собственной политической власти. Мадам Жене устраивает представление, в котором Дэрил и Куинн должны сражаться против модифицированных экспериментами ходячих на местной арене.                                 |            |                                                          |                 |                               |                  |
| 6 | 6          | «Возвращение домой» «Coming Home»                        | Daniel Percival | Лора Сноу и Джейсон Ричман    | 15 октября 2023  |
| Дэрила и Куинна сковывают между собой и заставляют сражаться против экспериментальных образцов ходячих, которых они побеждают совместными усилиями. Одновременно с этим в "Материнский дом" проникают Фалу и Эмиль, благодаря им Дэрил и Куинн сбегают. Куинн укушен и жертвует собой чтоб выиграть для Дэрила время. Лорану приходится убить обращенного Куинна, чтоб спасти Изабель. Дэрил, Изабель, Лоран и Сильви отправляются дальше. Во время поломки их машины Дэрил говорит с Изабель по душам и рассказывает, что его дед погиб на войне во время высадки на пляж. На них нападает Кодрон, но, имея возможность отомстить, убивает своих людей и указывает Дэрилу безопасный путь. В конце концов, им всем удается добраться до "Гнезда", которое подчиняется религиозному лидеру Ласану. Дэрилу здесь нравится и он привыкает к здешней жизни. Вскоре для него находят лодку, но Дэрил сомневается, хочет ли он уходить. Кодрон отчитывается перед мадам Жене, но лжет ей об убийстве своих людей и скрывает, что знает местонахождение "Гнезда" по отобранным часам с гравировкой. Дэрил уходит, не попрощавшись с Лораном. Он добирается к побережью и среди крестов второй мировой находит могилу своего деда. Когда Дэрил уже готов уплыть, его окликает Лоран. Дэрил колеблется, выбирая между лодкой и мальчиком. В это время Кэрол на машине нагоняет мужчину, который ведет мотоцикл Дэрила. |            |                                                          |                 |                               |                  |

### Сезон 2 (2024)
| № общий | № в сезоне | Название                                                  | Режиссёр   | Автор сценария                                               | Дата премьеры    |
| --- | ---------- | --------------------------------------------------------- | ---------- | ------------------------------------------------------------ | ---------------- |
| 7 | 1          | «Доброта незнакомцев» «La gentillesse des étrangers»      | Неизвестно | Шэннон Госс                                                  | 29 сентября 2024 |
| Две недели спустя Дэрил продолжает тренировать Лорана убивать зомби, что не очень нравится Ласану. В "Гнездо" приходят новости о том, что Фалу и Эмиль захвачены мадам Жене. Дэрил в составе группы спасает их во время перевозки и сталкивается с мадам Жене. Имея возможность убить ее, он сохраняет ей жизнь. Ласан обсуждает с приближенными необходимость отстрочить некую церемонию, так как Лоран не готов. Кэрол узнает, что Дэрила забрали во Францию на корабле. Вскоре она видит в воздухе самолет и знакомится с его владельцем по имени Эш. В его оранжерее она находит самодельный мемориал, посвященный погибшему сыну Эша. Кэрол использует Эша, рассказав ему ложь о своей дочери Софии, которая якобы совсем одна во Франции, и Эш соглашается доставить ее туда. |            |                                                           |            |                                                              |                  |
| 8 | 2          | «Мулен Руж» «Moulin Rouge»                                | Неизвестно | Кит Стаськевич                                               | 6 октября 2024   |
| Лорана похищают посреди ночи. Сильви замечает, что вернувшийся из плена Эмиль странно себя ведет и говорит странные вещи. Она обнаруживает, что Лоран все еще заперт в одной из башен, а его похищение было предлогом выманить Дэрила. Эмиль рассказывает, что церемония испытания, которая состоится завтра, это демонстрация, что укушенный Лоран выживет. Изабель вынуждена убить Эмиля. Пока они пережидают прилив, Изабель говорит, что она готова уйти вместе с Дэрилом, если он еще хочет забрать их с Лораном отсюда. Дэрил соглашается. Они с Изабель целуются. Самолет вынужденно приземляется в Гренладнии. Местные девушки, сначала проявившие дружелюбие, на деле хотят убить Кэрол и взять Эша в рабство, так как считают его последним мужчиной на земле и хотят родить детей. Кэрол вынуждена их убить. Вскоре они приземляются в окрестностях Парижа. Эш остается у самолета, пока Кэрол направляется на поиски. Она находит место, где солдаты мадам Жене нанимают людей для работы в "Материнском доме" и попадает в их список. Она знакомится с Рени, которого так же отобрали. Мадам Жене пытает Кодрона, пытаясь выяснить у него местонахождение "Гнезда" |            |                                                           |            |                                                              |                  |
| 9 | 3          | «Невидимка» «L'Invisible»                                 | Неизвестно | Лиза Зверлинг                                                | 13 октября 2024  |
| Флэшбек истории мадам Жене. Ее настоящее имя Мэрион, и она работает уборщицей в Лувре. Во время начала апокалипсиса Лувр оказывается заперт. Она пытается встретиться с мужем, но его убивают на ее глазах через стеклянную стену пирамиды. Спустя время она взяла на себя главенство над запертыми там людьми, став в итоге той, кто она есть. В настоящем времени Кэрол назначают на работу кухарки в "Материнском доме". Она использует эту работу чтоб разузнать о Дэриле, и узнает о нем и его местонахождении от измученного Кодрона. Кэрол собирается сбежать, но Рене предает ее ради спасения своего больного мужа. В беседе с мадам Жене Кэрол говорит, что она здесь чтоб убить Дэрила Диксона. Мадам Жене подключает Кэрол к отряду, который готовит нападение на замок - однако ее план это обратить людей в улучшенных ходячих, которых она намерена выпустить как отряд элитных воинов. Мадам Жене поняла, что Кэрол не та, за кого себя выдает. Сильви пытается спасти Лорана. В попытке сбежать она случайно падает с вершины стены и разбивается. Ласан считает это знаком. Фалу проводит Дэрила и Изабель в замок тайным путем. Они успевают как раз вовремя, чтоб Дэрил успел убить обращенную Сильви, не дав ей укусить Лорана. Им приходится сбегать из "Гнезда", разделившись, но скрыться удается только Фалу и Лорану, а Дэрила и Изабель захватывают. Ласан пытается убедить их в своей правоте и пытает, чтоб узнать местоположение мальчика. Дэрил и Изабель молчат. |            |                                                           |            |                                                              |                  |
| 10 | 4          | «Рай для тебя» «La Paradis Pour Toi»                      | Неизвестно | Дэвид Забель и Джейсон Ричман                                | 20 октября 2024  |
| Мадам Жене приказывает расстрелять людей, чтоб затем обратить их в ходячих. Кэрол выживает, укрывшись телами. Она угоняет машину, к которой в качестве наживки прикован Кодрон и за которой следуют улучшенные ходячие, которые, в отличие от обычных, умеют бегать. Они прорываются в замок. Кэрол освобождает Кодрона и отправляется на поиски Дэрила. В это время Изабель, используя в качестве оружия металлическую пластинку, нападает на Ласана, а тот ранит ее ножом. Армия мадам Жене прорывается в замок. Раненая Изабель выходит на улицу, где ей помогает Кэрол. Дэрил наконец-то встречается с Кэрол. Изабель умирает на руках Дэрила. Мадам Жене захватывает "Гнездо". Дэрил и Кэрол отправляются по следу Лорана и Фалу. Они выходят на пожилую пару Диди и Тео, у которых Лоран был накануне. Тео помогает им раздобыть машину, пока Диди помогает Кэрол преодолеть ее собственные страхи. Но оказывается, что Тео решил предать их, что резко не одобряет Диди. Тео раскаивается, но поздно, в их дом лично прибывает мадам Жене. Кэрол убивает ее, вонзив в нее собственный шприц, но Диди погибает в перестрелке. Так как мадам Жене мертва, неожиданно Ласан становится во главе ее людей, которым нужен новый лидер и путь. |            |                                                           |            |                                                              |                  |
| 11 | 5          | «Хотеть - значит быть способным» «Vouloir, C'est Pouvoir» | Неизвестно | Дэвид Забель и Джейсон Ричман                                | 27 октября 2024  |
| В убежище к Фалу неожиданно приходит израненный Кодрон, принося последние новости. Кэрол приводит Дэрила к самолету, но Эша там нет. Тогда они идут к Фалу, где Дэрил предлагает Лорану улететь вместе с ними, но Лоран решает остаться. В поисках Эша Дэрил идет в "Полусвет", где теперь всем управляет Анна. Они узнают, что Эш может быть в "Материнском доме" и находят его в окруженной ходячими машине во дворе, едва успевая спасти. В это время на убежище нападают люди Ласана, но Кодрон спасает Лорана и приводит его в "Полусвет". Анна дает Дэрилу необходимое топливо для самолета, когда в "Полусвет" вторгается Ласан и его люди. Дэрил выводит Лорана через катакомбы, убив Ласана. Во главе обновленного "Союза надежды" становится Джасинта, верная помощница Ласана. Кэрол признается Эшу, что ее история была обманом. Лоран в конце концов соглашается отправиться в Америку. Эш говорит, что самолет не сможет поднять в воздух всех четверых и кому-то придется остаться. |            |                                                           |            |                                                              |                  |
| 12 | 6          | «До свидания, дети» «Au Revoir Les Enfants»               | Неизвестно | Телесценарий Дэвид Забель и Джейсон Ричман История Лора Сноу | 3 ноября 2024    |
| Так как самолет не поднимет всех четверых, Дэрил решает остаться. Одновременно с этим и Кэрол, ощущая вину за обман, тоже собирается остаться. Эш, потерявший сына в примерном возрасте Лорана, находит в нем отдушину. Кодрон, Фалу и выжившая по имени Акила путешествуют вместе. Они узнают, что во главе "Союза надежды" стоит Джасинта, и спешат предупредить Дэрила. Джасинте нужен Лоран и ради информации она захватывает Анну. Анна соглашается на сделку, договорившись забрать себе самолет для возвращения на родину в Карелию. На самом деле Анна, имеющая теплые чувства к Лорану, собирается предать Джасинту, проведя ее по опасному подземному гаражу. Анна погибает, но Джасинту кусают ходячие. Дэрил, Фалу, Кодрон и Акила прикрывают самолет от солдат, давая ему время разогнаться. Пока за самолетом идет погоня, Дэрил не успевает перезарядить оружие, но в последнюю секунду солдата из снайперской винтовки снимает Кэрол, выбравшая остаться и прикрыть Дэрила. Джасинта стреляет себе в голову, лишившись надежды получить исцеление. С помощью Фионы и Ангуса, способных провести их в Англию, все собираются покинуть Париж по Евротоннелю. Акила решает остаться и искать свою сестру и, посомневавшись, Фалу решает остаться с ней. В разговоре с Дэрилом Кодрон наконец узнает, что Дэрил не убивал его брата, и весь путь его мести был напрасным. По пути внутри Евротоннеля они обнаруживаают, что он полон странных ходячих, испускающих странное свечение и газ, а КПП разрушен. Из-за следов жизнедеятельности летучих мышей и высокой концентрации психотропных веществ в воздухе, у всех начинаются галлюцинации. Кэрол видит свою дочь Софию, которая выводит ее в безопасное место, Кодрон видит в одном из зомби своего брата и нападает на Дэрила, а сам Дэрил видит Изабель, помогающую ему собраться с силами. Так как есть только два уцелевших респиратора, Фиона и Ангус бросают остальных и собираются убить Дэрила, но он спасается и забирает респираторы для себя и Кэрол. Кодрон теряется где-то в тоннеле. Дэрил и Кэрол продолжают идти. |            |                                                           |            |                                                              |                  |

## Разработка
Сериал был анонсирован в сентябре 2020 года Анджелой Кан и Скоттом М. Гимплом. Ридус и Макбрайд подписали контракт на повторение своих соответствующих ролей в телесериале.
В апреле 2022 года Макбрайд покинула сериал по логистическим причинам, поскольку съёмки шоу должны были состояться в середине 2022 года в Европе, и Макбрайд не могла присутствовать на шоу с такой постановкой. Сериал был переработан как единственный проект Дэрила. Несколько дней спустя Кан оставила роль шоураннера и была заменена Дэвидом Зейбелом. Сообщается, что сделка была заключена за последние недели до ухода Макбрайда с шоу. В октябре сериалу было присвоено название «Дэрил Диксон». В январе 2023 года было объявлено, что сериал будет называться «Ходячие мертвецы: Дэрил Диксон», а премьера состоится позже в 2023 году.

### Сценарий
В сентябре 2020 года Кан была нанята в качестве шоураннера после того, как она руководила последними тремя сезонами «Ходячих мертвецов».
В апреле 2022 года Кан ушла в отставку из-за других обязательств, и роль взяла на себя Зейбел, сценарии к этому времени уже были написаны, но нуждались в доработке после ухода Макбрайд. В сентябре в интервью Entertainment Weekly Ридус объяснил, что сериал будет развиваться в направлении, противоположном основному сериалу, поскольку это будет совершенно иная история, чем та, которую мы уже видели с Дэрилом. В следующем месяце Ридус сказал, что в спин-оффе будут знакомые лица из основного сериала.

### Кастинг
В ноябре 2022 года к основному актёрскому составу присоединились Клеменс Поэзи и Адам Нагайтис.

### Съёмки
Основные съёмки начались 24 октября 2022 года в Париже, Франция.